# Hall Octave Henry
 (janvier 2022).
Si vous disposez d'ouvrages ou d'articles de référence ou si vous connaissez des sites web de qualité traitant du thème abordé ici, merci de compléter l'article en donnant les références utiles à sa vérifiabilité et en les liant à la section « Notes et références ».
 (août 2025).
Motif : l'utilisateur qui a apposé ce bandeau n'a pas précisé le motif de la pose.
- Archive Wikiwix
- Bing
- Cairn
- DuckDuckGo
- E. Universalis
- Gallica
- Google
- G. Books
- G. News
- G. Scholar
- Persée
- Qwant
- (zh) Baidu
- (ru) Yandex
- (wd) trouver des œuvres sur Wikidata

| 1. | Préciser le motif de la pose du bandeau. | Précisez le motif de la pose du bandeau en utilisant la syntaxe suivante : {{admissibilité à vérifier\|date=août 2025\|motif=remplacez ce texte par le motif}}                         |
| 2. | Informer les utilisateurs concernés.     | Pensez à avertir le créateur de l'article, par exemple, en insérant le code ci-dessous sur sa page de discussion : {{subst:avertissement admissibilité à vérifier\|Hall Octave Henry}} |

Le Hall Octave Henry est une salle de sports située à Saint-Servais (Namur). Sa capacité est d'environ 1 500 places.

## Histoire
Il est construit en 1968 là où se trouvait auparavant le bâtiment de l'ancienne gare aux marchandises de Saint-Servais (qui ferme complètement en 1980).
Hébergeant jadis l'Union Royale Namur basket et le Dexia Namur (basket féminin), il accueille notamment aujourd'hui le BC Namur Capitale et Namur Volley.